# Kirchham (Oberösterreich)
Kirchham ist eine Gemeinde in Oberösterreich im Bezirk Gmunden im Traunviertel mit 2238 Einwohnern (Stand 1. Jänner 2025).

## Geografie
Kirchham liegt zwischen 430 und 806 Meter über dem Meer am Fuß der letzten Ausläufer des Alpenvorlandes, am Tor zum Salzkammergut. Die Entwässerung erfolgt durch die Äußere und die Dürre Laudach. Im Südosten steigt das Land zu größtenteils bewaldeten Höhen von 600 bis 800 Meter an. Die höchsten Erhebungen sind Hochkogel (662 m), Feichtenberg (664 m), Himmelreich (768 m) und Oberriedel (806 m). Die Ausdehnung beträgt von Nord nach Süd 7,8 und von West nach Ost 6,6 Kilometer. Die Gesamtfläche umfasst 28 Quadratkilometer. Davon werden 49 Prozent landwirtschaftlich genutzt und 42 Prozent sind bewaldet.

### Gemeindegliederung
Das Gemeindegebiet umfasst folgende 22 Ortschaften (in Klammern Einwohnerzahl Stand 1. Jänner 2025):
- Bergham (36)
- Danzlau (60)
- Edtholz (28)
- Eisengattern (131)
- Feichtenberg (104)
- Guggenberg (22)
- Hagenmühle (119)
- Hilzing (17)
- Hüttenboden (16)
- Im Tal (94)
- In der Au (43)
- Kaltenmarkt (64)
- Kampesberg (190)
- Kirchham (841)
- Kogl (70)
- Kohlwiese (6)
- Krottendorf (99)
- Laizing (36)
- Laudachtal (95)
- Steg (56)
- Wahl (90)
- Windberg (21)

Die Gemeinde besteht aus den Katastralgemeinden Feichtenberg, Kaltenmarkt, Kampesberg, Kirchham, Kogl und Krottendorf.
Die Gemeinde liegt im Gerichtsbezirk Gmunden.

### Nachbargemeinden
|            |                                             | Vorchdorf   |
| Laakirchen | Kompassrose, die auf Nachbargemeinden zeigt |             |
| Gschwandt  | St. Konrad                                  | Scharnstein |

## Geschichte

### Ortsgeschichte
Das heutige Gemeindegebiet wurde um das Jahr 15 vor Christus von den Römern besetzt. Die als „alte Salzstraße“ bezeichnete Römerstraße von Gmunden nach Eisengattern führte die Laudach entlang, wobei sich im Bereich der heutigen Bäckermühle eine Furt befand. Teile dieser Straße sind auch heute noch als „Hohlwege“ vorhanden. Nach dem Zusammenbruch des Römischen Reiches 476 nach Christus verödete das Land, bis eine Besiedlung durch die Bayern im 7. und 8. Jahrhundert erfolgte. Darauf deuten Haus- und Ortsnamen mit den Endungen -ing, -ham, -um und -heim hin.
Die erste schriftliche Erwähnung stammt aus dem Jahr 1249. In dieser Urkunde bestätigt Papst Innozenz IV. dem Stift Kremsmünster den Besitz seiner Güter und Kirchen, dabei wird auch die Laurentius-Kapelle in Chirichheim (Kirchheim) erwähnt. In dieser frühen Zeit wechselte die Schreibweise mehrfach: „Kürhrimb“, „Khihamb“, „Khirichham“, „Chiricheim“ zu „Kirchheim“. Eine einschiffige Kirche wurde um 1500 errichtet.
Ursprünglich im Ostteil des Herzogtums Bayern liegend, gehörte der Ort seit dem 12. Jahrhundert zum Herzogtum Österreich. Seit 1490 wird er dem Fürstentum Österreich ob der Enns zugerechnet.
Während der Napoleonischen Kriege war der Ort mehrfach besetzt.
Seit 1918 gehört der Ort zum jetzt offiziell so genannten Bundesland Oberösterreich. Nach dem Anschluss Österreichs an das Deutsche Reich am 13. März 1938 gehörte der Ort zum Gau Oberdonau. Nach 1945 erfolgte die Wiederherstellung Oberösterreichs.

### Einwohnerentwicklung
1991 hatte die Gemeinde laut Volkszählung 1.914 Einwohner. Die Einwohnerzahl blieb konstant bis 2001 um dann bis 2018 auf 2.139 Personen zu wachsen. In den zwanzig Jahren von 1991 wurde die negative Wanderungsbilanz durch eine positive Geburtenbilanz ausgeglichen.
| Kirchham: Einwohnerzahlen von 1869 bis 2024 | Kirchham: Einwohnerzahlen von 1869 bis 2024 | Kirchham: Einwohnerzahlen von 1869 bis 2024 | Kirchham: Einwohnerzahlen von 1869 bis 2024 | Kirchham: Einwohnerzahlen von 1869 bis 2024 |
| ------------------------------------------- | ------------------------------------------- | ------------------------------------------- | ------------------------------------------- | ------------------------------------------- |
| Jahr                                        |                                             |                                             |                                             | Einwohner                                   |
| 1869                                        | 1869                                        |                                             | 1.402                                       | 1.402                                       |
| 1880                                        | 1880                                        |                                             | 1.451                                       | 1.451                                       |
| 1890                                        | 1890                                        |                                             | 1.491                                       | 1.491                                       |
| 1900                                        | 1900                                        |                                             | 1.396                                       | 1.396                                       |
| 1910                                        | 1910                                        |                                             | 1.391                                       | 1.391                                       |
| 1923                                        | 1923                                        |                                             | 1.401                                       | 1.401                                       |
| 1934                                        | 1934                                        |                                             | 1.506                                       | 1.506                                       |
| 1939                                        | 1939                                        |                                             | 1.434                                       | 1.434                                       |
| 1951                                        | 1951                                        |                                             | 1.557                                       | 1.557                                       |
| 1961                                        | 1961                                        |                                             | 1.552                                       | 1.552                                       |
| 1971                                        | 1971                                        |                                             | 1.501                                       | 1.501                                       |
| 1981                                        | 1981                                        |                                             | 1.552                                       | 1.552                                       |
| 1991                                        | 1991                                        |                                             | 1.914                                       | 1.914                                       |
| 2001                                        | 2001                                        |                                             | 1.913                                       | 1.913                                       |
| 2011                                        | 2011                                        |                                             | 1.908                                       | 1.908                                       |
| 2021                                        | 2021                                        |                                             | 2.229                                       | 2.229                                       |
| 2024                                        | 2024                                        |                                             | 2.249                                       | 2.249                                       |
| Quelle(n): Statistik Austria                |                                             |                                             |                                             |                                             |

## Kultur und Sehenswürdigkeiten

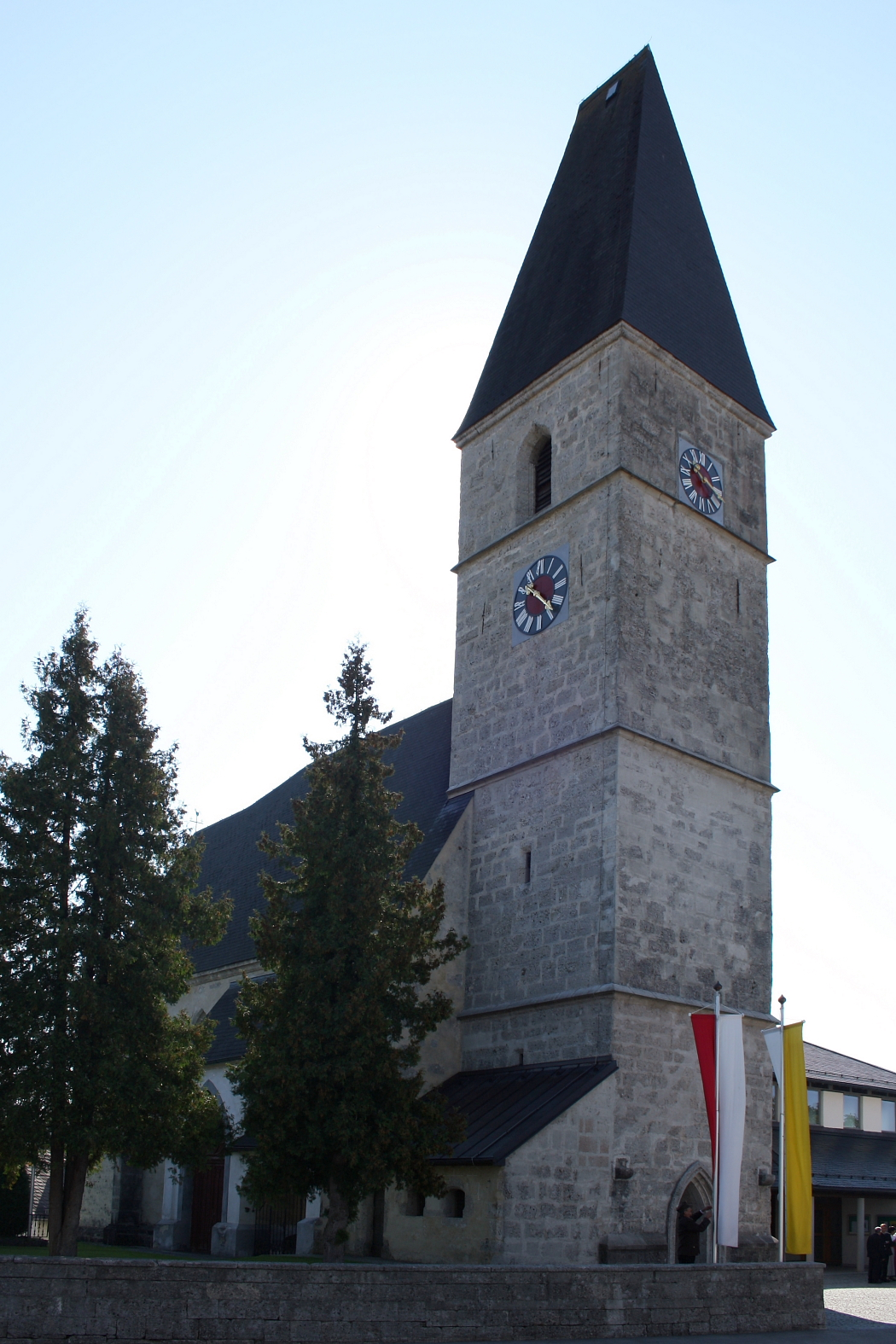
Alte Pfarrkirche Kirchham

- Alte Pfarrkirche Kirchham hl. Laurentius: Ein einschiffiges Gotteshaus mit einem Netzrippengewölbe um 1500.
- Neue Pfarrkirche Kirchham hl. Laurentius: Im scharfem architektonischen Kontrast zur Alten Pfarrkirche 1997/1998 erbaut.
- Schloss Kirchham, das heutige Gasthaus Pöll.

### Regelmäßige Veranstaltungen
- Jährlich am 5. Jänner findet der Glöcklerlauf statt und am Wochenende zu Christi Himmelfahrt die Feuerwehrfesttage der FF Kirchham.
- Summerbeats der Landjugend Kirchham

## Wirtschaft und Infrastruktur

### Wirtschaftssektoren
Von den 106 landwirtschaftlichen Betrieben des Jahres 2010 wurde die eine Hälfte im Haupt- und die andere Hälfte im Nebenerwerb geführt. Die Haupterwerbsbauern bewirtschafteten mehr als siebzig Prozent der Flächen. Im Produktionssektor arbeiteten 116 Erwerbstätige im Bereich Herstellung von Waren, 14 in der Bauwirtschaft und einer in der Energieversorgung. Die wichtigsten Arbeitgeber des Dienstleistungssektors waren die Bereiche freiberufliche Dienstleistungen (172), Handel (111), soziale und öffentliche Dienste (47) und Beherbergung und Gastronomie (32 Mitarbeiter).
| Wirtschaftssektor            | Anzahl Betriebe | Anzahl Betriebe | Erwerbstätige | Erwerbstätige |
| Wirtschaftssektor            | 2011            | 2001            | 2011          | 2001          |
| ---------------------------- | --------------- | --------------- | ------------- | ------------- |
| Land- und Forstwirtschaft 1) | 106             | 125             | 114           | 95            |
| Produktion                   | 21              | 19              | 131           | 358           |
| Dienstleistung               | 76              | 48              | 387           | 186           |

1) Betriebe mit Fläche in den Jahren 2010 und 1999
| Im Jahr 2011 lebten 1014 Erwerbstätige in Kirchham. Davon arbeiteten 334 in der Gemeinde, zwei Drittel pendelten aus. Dafür kamen 298 Menschen aus der Umgebung zur Arbeit nach Kirchham. - Eisenbahn: Kirchham liegt an der Traunseebahn Gmunden–Vorchdorf mit halbstündlichen Verbindungen (Stand 2021). - Straße: Die Westautobahn A1 verläuft knapp nördlich des Gemeindegebietes. Die Auffahrt Vorchdorf ist vom Ort Kirchham fünf Kilometer entfernt. | Die zur Anzeige dieser Grafik verwendete Erweiterung wurde dauerhaft deaktiviert. Wir arbeiten aktuell daran, diese und weitere betroffene Grafiken auf ein neues Format umzustellen. (Mehr dazu) |

## Politik

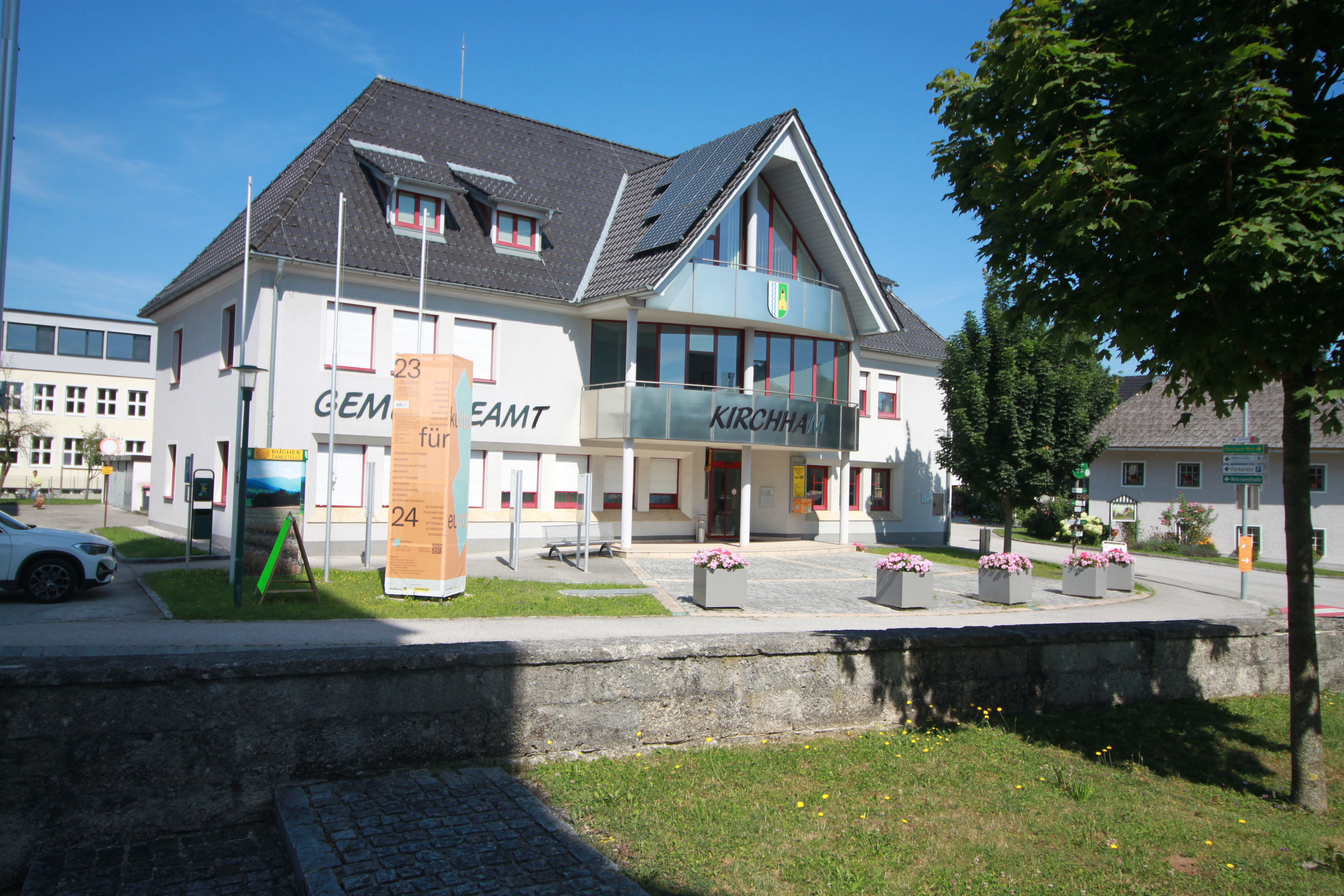
Gemeindeamt

### Gemeinderat
Der Gemeinderat hat 19 Mitglieder.
- Mit den Gemeinderats- und Bürgermeisterwahlen in Oberösterreich 1997 hatte der Gemeinderat folgende Verteilung: 13 ÖVP, 5 FPÖ, 4 BLK und 3 SPÖ. (25 Mandate)
- Mit den Gemeinderats- und Bürgermeisterwahlen in Oberösterreich 2003 hatte der Gemeinderat folgende Verteilung: 14 ÖVP, 5 SPÖ, 3 FPÖ und 3 BLK. (25 Mandate)
- Mit den Gemeinderats- und Bürgermeisterwahlen in Oberösterreich 2009 hatte der Gemeinderat folgende Verteilung: 19 ÖVP, 3 FPÖ und 3 SPÖ. (25 Mandate)
- Mit den Gemeinderats- und Bürgermeisterwahlen in Oberösterreich 2015 hatte der Gemeinderat folgende Verteilung: 18 ÖVP, 4 FPÖ und 3 SPÖ. (25 Mandate)
- Mit den Gemeinderats- und Bürgermeisterwahlen in Oberösterreich 2021 hat der Gemeinderat folgende Verteilung: 13 ÖVP, 3 FPÖ und 3 SPÖ. (19 Mandate)[13][14]

### Bürgermeister
Bürgermeister seit 1850 waren:
- 1850–1855 Andreas Döttenthaler
- 1855–1858 Johann Puchegger
- 1858–1862 Mathias Brandl
- 1862–1864 Simon Staudinger
- 1864–1867 Mathias Kurz
- 1867–1870 Simon Staudinger
- 1870–1873 Franz Waldl
- 1873–1879 Michael Söllner
- 1879–1882 Michael Spitzbart
- 1882–1885 Michael Weismann
- 1885–1888 Josef Bachinger
- 1888–1894 Johann Sonntag
- 1894–1897 Josef Plank
- 1897–1898 Johann Bergthaller
- 1898–1900 Andreas Loitelsberger
- 1900–1903 Benedikt Thanner
- 1903–1921 Leopold Rauscher
- 1921–1924 Josef Stadlmayer
- 1924–1929 Franz Stadlhuber
- 1929–1935 Josef Stadlmayer
- 1935–1938 Johann Spitzbart
- 1938–1945 Josef Ursprunger
- 1945–1945 Walter Arno
- 1945–1973 Karl Spitzbart
- 1973–1991 Karl Hutterer
- 1991–2009 Franz Bieregger (ÖVP)
- 2009–2021 Johann Kronberger (ÖVP)
- seit 2021 Ingo Dörflinger (ÖVP)

### Wappen

Das Logo der Gemeinde Kirchham symbolisiert die Kernwerte der Gemeinde: Lebensqualität und Gemeinschaft.

Blasonierung: Gespalten; rechts in Silber zwei blaue, symmetrisch zueinander verlaufende Wellenpfähle; links in Grün die Westfassade einer goldenen, gotischen Kirche, mitten davor ein gotischer, durch drei Querbänder geteilter Turm mit schwarzem Zeltdach; im obersten Stockwerk ein schwarzes Spitzbogenfenster, im zweiten ein schwarzes, quadratisches Zifferblatt, im ersten ein schwarzes hochrechteckiges Fenster und im Erdgeschoß eine Vorhalle mit schwarzem Dach und schwarzem Portal. Die Gemeindefarben sind Grün-Gelb.
Das 1978 verliehene Gemeindewappen zeigt die Vorderansicht der alten Pfarrkirche, die Wahrzeichen und Namensgeberin des Ortes ist. Die beiden Wellenpfähle symbolisieren die beiden das Gemeindegebiet durchfließenden Flüsse, die Äußere und Innere (oder Dürre) Laudach.

### Gemeindepartnerschaften
- seit ?: Partnergemeinde ist Kirchham im Landkreis Passau in Bayern.[17]